# ایتوچو تکنو
ایتوچو تکنو (انگلیسی: Itochu Techno) شرکت فناوری اطلاعات ژاپنی است، که در سال ۱۹۷۲ تأسیس شد و هم‌اکنون زیرمجموعه‌ای از شرکت ایتاچو می‌باشد.